# Avenue Roger-Salengro (Villeurbanne)
Pour les articles homonymes, voir Avenue Roger-Salengro.
L'avenue Roger-Salengro est une voie de la commune française de Villeurbanne, dans le département du Rhône.

## Situation et accès
Elle débute place Wilson et se termine au pont de Croix-Luizet.
Voies adjacentes
En partant de l'ouest, l'avenue Roger-Salengro croise les voies suivantes :
- place Wilson ;
- rue Gervais-Bussière ;
- avenue Galline ;
- rue Marteret ;
- rue Descartes ;
- rue Spréafico ;
- rue Paul-Cambon ;
- rue Schmidt ;
- rue Colin ;
- rue de la Doua ;
- rue Yvonne ;
- rue Georges-Courteline ;
- rue du Pérou ;
- rue des Antonins ;
- rue Édouard-Vaillant ;
- rue des Alliés ;
- rue Georges-Courteline ;
- rue Henri ;
- rue Prisca ;
- place Croix-Luizet ;
- rue de Château-Gaillard ;
- rue Émile-Dunière ;
- rue du Luizet ;
- rue Jean-Pierre-Brédy ;
- rue de Longchamp ;
- impasse Guillet ;
- rue Marie-Antoinette ;
- rue Octavie ;
- impasse Molière ;
- impasse Henri ;
- rue de la Feyssine ;
- rue du 8 mai 1945 ;
- pont de Croix-Luizet.

## Origine du nom
Elle porte le nom de l'homme politique Roger Salengro (1890-1936).

## Historique
On trouve trace de la voie qui sera plus tard l'« avenue Roger-Salengro » sur des plans datant du XVIe siècle.